# Coupe d'Italie de football 2015-2016
Navigation
Coupe d'Italie 2014-2015 Coupe d'Italie 2016-2017
La Coupe d'Italie de football 2015-2016, en italien Coppa Italia 2015-2016, est la 69e édition de la Coupe d'Italie. Comme l'édition précédente, 78 clubs participent au tournoi.
Le club vainqueur de la Coupe obtient un ticket pour la phase de groupe de la Ligue Europa 2016-2017.

## Déroulement de la compétition
Le système est le même que celui utilisé les années précédentes :
Première phase :
- 1er tour : entrés en liste de 36 clubs évoluant en Serie D, et anciennes Ligue Pro 1 et Ligue Pro 2, qui ont fusionné en une Ligue Pro unifiée en 2014-2015.
- 2e tour : les 18 vainqueurs du premier tour sont rejoints par les 22 clubs de Serie B.
- 3e tour : les 20 vainqueurs du deuxième tour sont rejoints par 12 clubs de Serie A.
- 4e tour : les 16 clubs restants s'affrontent.

Deuxième phase :
- Huitièmes de finale : les 8 clubs restants sont rejoints par les 8 derniers clubs restants de Serie A.
- Quarts de finale : se jouent en une seule rencontre.
- Demi-finales : se jouent en deux rencontres (aller et retour).
- Finale : se joue en une seule rencontre.

## Résultats

### Premier tour
Les matchs du premier tour se déroulent le 2 août 2015.
| Club                 | Résultat           | Club               |
| -------------------- | ------------------ | ------------------ |
| L'Aquila Calcio 1927 | 2 - 0              | US Arezzo          |
| AS Cittadella        | 15 - 0             | Potenza            |
| SS Matera            | 0 - 1              | FC Südtirol        |
| SPAL Ferrare 1907    | 1 - 0              | SS Rende           |
| Benevento Calcio     | 0 - 1              | AC Tuttocuoio      |
| US Foggia            | 2 - 1 ap           | AS Lucchese        |
| US Lecce             | 0 - 0 ap 3 - 2 tab | US Catanzaro       |
| AC Pavia             | 3 - 0              | US Poggibonsi      |
| AC Pisa              | 4 - 0              | US Sestri Levante  |
| Brescia Calcio       | 0 - 0 ap 4 - 3 tab | US Cremonese       |
| Casertana FC         | 1 - 0 ap           | Calcio Lecco 1912  |
| SS Juve Stabia       | 2 - 0              | AS Melfi           |
| Alessandria Calcio   | 2 - 0              | AltoVicentino      |
| AC Reggiana          | 3 - 0              | Delta Rovigo       |
| Feralpi Salò         | 5 - 1              | Alma Juventus Fano |
| Bassano Virtus       | 2 - 1              | USC Pontedera      |
| Ascoli Calcio        | 1 - 2              | Cosenza Calcio     |
| Viterbese Castrense  | 0 - 2              | US Ancona          |

### Second tour
Les matchs du second tour se déroulent du 8 au 10 août 2015.
| Club                | Résultat           | Club                 |
| ------------------- | ------------------ | -------------------- |
| Novara Calcio       | 5 - 0              | L'Aquila Calcio 1927 |
| Teramo Calcio       | 0 - 2              | AS Cittadella        |
| Pescara 1936        | 2 - 0              | FC Südtirol          |
| Calcio Catania      | 3 - 0              | SPAL Ferrare 1907    |
| AC Cesena           | 4 - 0              | US Lecce             |
| Modena FC           | 3 - 0              | AC Tuttocuoio        |
| Trapani Calcio      | 1 - 0              | Calcio Côme          |
| Cagliari Calcio     | 5 - 0              | Virtus Entella       |
| FC Bari 1908        | 1 - 2              | US Foggia            |
| US Latina           | 1 - 4              | AC Pavia             |
| US Salernitana 1919 | 1 - 0              | AC Pisa              |
| Spezia Calcio 1906  | 1 - 0              | Brescia Calcio       |
| US Avellino 1912    | 3 - 0              | Casertana FC         |
| Virtus Lanciano     | 0 - 2              | SS Juve Stabia       |
| FC Pro Vercelli     | 1 - 2              | Alessandria Calcio   |
| AC Perugia          | 3 - 1              | AC Reggiana          |
| FC Crotone          | 1 - 0              | Feralpi Salò         |
| Ternana Calcio      | 2 - 0              | Bassano Virtus       |
| Vicenza Calcio      | 1 - 1 ap 4 - 2 tab | Cosenza Calcio       |
| AS Livorno Calcio   | 2 - 0 ap           | US Ancona            |

### Troisième tour
Les matchs du troisième tour se déroulent du 14 au 20 août 2015.
| Club               | Résultat           | Club                |
| ------------------ | ------------------ | ------------------- |
| Udinese Calcio     | 3 - 1              | Novara Calcio       |
| Atalanta Bergame   | 3 - 0              | AS Cittadella       |
| Torino FC          | 4 - 1              | Pescara 1936        |
| Calcio Catania     | 1 - 4              | AC Cesena           |
| US Sassuolo        | 2 - 0              | Modena FC           |
| Trapani Calcio     | 1 - 1 ap 2 - 4 tab | Cagliari Calcio     |
| Hellas Verona FC   | 3 - 1              | US Foggia           |
| Bologne FC         | 0 - 1              | AC Pavia            |
| Chievo Verona      | 0 - 1 ap           | US Salernitana 1919 |
| Frosinone Calcio   | 0 - 0 ap 5 - 6 tab | Spezia Calcio 1906  |
| USC Palermo        | 2 - 1              | US Avellino 1912    |
| Alessandria Calcio | 1 - 0              | SS Juve Stabia      |
| Milan AC           | 2 - 0              | AC Perugia          |
| FC Crotone         | 1 - 0              | Ternana Calcio      |
| Empoli FC          | 0 - 1              | Vicenza Calcio      |
| Carpi FC           | 2 - 0 ap           | AS Livorno Calcio   |

### Quatrième tour
Les matchs du quatrième tour se déroulent du 1er au 3 décembre 2015.
| Club               | Résultat | Club                |
| ------------------ | -------- | ------------------- |
| Udinese Calcio     | 3 - 1    | Atalanta Bergame    |
| Torino FC          | 4 - 1    | AC Cesena           |
| US Sassuolo        | 0 - 1    | Cagliari Calcio     |
| Hellas Verona FC   | 1 - 0    | AC Pavia            |
| Spezia Calcio 1906 | 2 - 0    | US Salernitana 1919 |
| USC Palermo        | 2 - 3    | Alessandria Calcio  |
| AC Milan           | 3 - 1 ap | FC Crotone          |
| Carpi FC           | 2 - 1    | Vicenza Calcio      |

### Huitièmes de finale
Les matchs des huitièmes de finale se déroulent les 15 et 16 décembre 2015.
| Club          | Résultat           | Club               |
| ------------- | ------------------ | ------------------ |
| SS Lazio      | 2 - 1              | Udinese Calcio     |
| Juventus FC   | 4 - 0              | Torino FC          |
| Inter Milan   | 3 - 0              | Cagliari Calcio    |
| SSC Naples    | 3 - 0              | Hellas Verona FC   |
| AS Rome       | 0 - 0 ap 2 - 4 tab | Spezia Calcio 1906 |
| Genoa CFC     | 1 - 2 ap           | Alessandria Calcio |
| UC Sampdoria  | 0 - 2              | AC Milan           |
| AC Fiorentina | 0 - 1              | Carpi FC           |

### Quarts de finale
Les matchs des quarts de finale se déroulent entre le 13 et le 20 janvier 2016.
| Club               | Résultat | Club               |
| ------------------ | -------- | ------------------ |
| SS Lazio           | 0 - 1    | Juventus FC        |
| SSC Naples         | 0 - 2    | Inter Milan        |
| Spezia Calcio 1906 | 1 - 2    | Alessandria Calcio |
| AC Milan           | 2 - 1    | Carpi FC           |

### Demi-finales
Les matchs des demi-finales se déroulent le 10 février et 2 mars 2016.
| Club               | Aller | Total           | Retour | Club        |
| ------------------ | ----- | --------------- | ------ | ----------- |
| Juventus FC        | 3 - 0 | 3 - 3 4 - 3 tab | 0 - 3  | Inter Milan |
| Alessandria Calcio | 0 - 1 | 0 - 6           | 0 - 5  | AC Milan    |

### Finale
| 21 mai 2016 | AC Milan | 0 - 1   | Juventus FC | Stadio Olimpico, Rome                            |                                                  |
| 20h45       |          | (0 - 0) | Morata 110e | Spectateurs : 71 852 Arbitrage : Gianluca Rocchi | Spectateurs : 71 852 Arbitrage : Gianluca Rocchi |